# Typhlogarra widdowsoni
Typhlogarra widdowsoni es una especie de peces de la familia
Cyprinidae en el orden de los Cypriniformes.

## Hábitat
Es un pez de agua dulce y de clima templado.

## Distribución geográfica
Se encuentran en Asia: el Irán e Irak.